# Loutar
 (février 2016).
Si vous disposez d'ouvrages ou d'articles de référence ou si vous connaissez des sites web de qualité traitant du thème abordé ici, merci de compléter l'article en donnant les références utiles à sa vérifiabilité et en les liant à la section « Notes et références ».

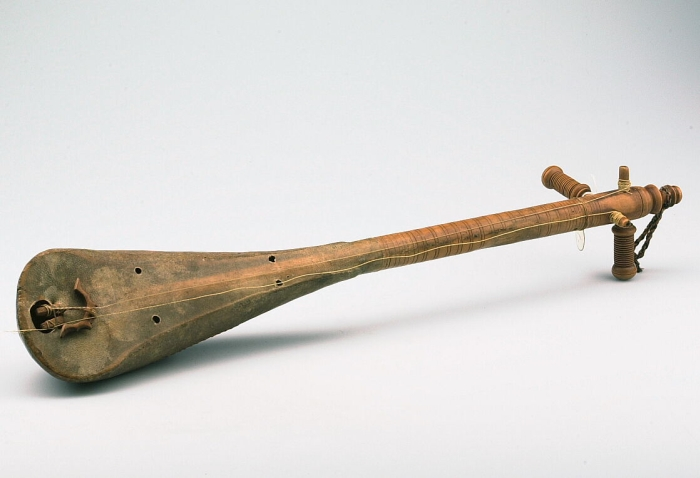
Loutar

Le loutar ou lotar (en amazigh :  ⵍⵓⵟⴰⵕ) est un instrument à cordes pincées berbère de la famille de l'oud (luth), originaire du Maroc. Il est classiquement en bois et piriforme (en forme de poire allongée).

## Instrument à trois ou quatre cordes pincées

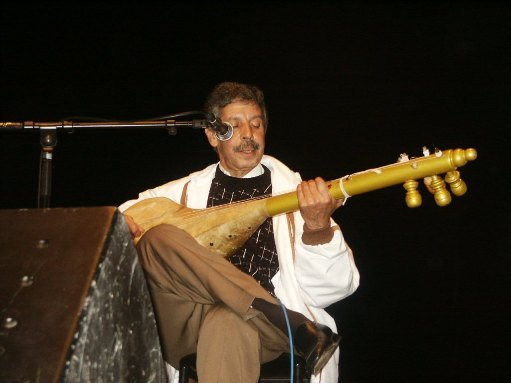
Le loutar de Mohamed Rouicha.

C'est un instrument à cordes qui est rattaché à la famille de l'oud (luth) ayant les cordes parallèles à un manche, originellement à trois cordes simples pincées, de la famille du guembri. Le gumbri est une sorte de luth, le corps est fait d'un morceau de bois de cèdre, évidé, piriforme ou arrondi, recouvert d’une peau de mouton feutrée et monté avec deux ou trois cordes. Aujourd'hui, il possède des cordes en nylon. Il est essentiellement utilisé dans la musique amazighe du Moyen Atlas (Maroc) notamment à Khénifra.
Il est différent de son cousin du Proche et du Moyen-Orient, l'oud, par le nombre de cordes, en effet il possède quatre cordes simples (et non cordes doubles comme l'oud).

## Histoire
Loutar est un nom qui dérive de l'arabe classique Al-Watar et signifie corde en arabe dialectal marocain.
À trois cordes, le loutar est amélioré par le chanteur populaire Mohamed Rouicha qui lui ajoute une quatrième corde.